# موراوسکه مالکوویتسه
موراوسکه مالکوویتسه (به چکی: Moravské Málkovice) یک منطقهٔ مسکونی در جمهوری چک است که در ناحیه ویشکوو واقع شده‌است. موراوسکه مالکوویتسه ۳٫۶۴ کیلومتر مربع مساحت و ۵۹۳ نفر جمعیت دارد و ۲۷۰ متر بالاتر از سطح دریا واقع شده‌است.